# Alain Ceurvorst
Alain Ceurvorst is een voormalig Belgisch squasher. Hij werd zevenmaal Belgisch kampioen.

## Kampioenschappen
| Onderdeel         | Jaar                                      |
| ----------------- | ----------------------------------------- |
| Belgisch kampioen | 1974, 1975, 1976, 1977, 1978 1979 en 1982 |